# Юлий Вюртембергский (герцог Олесницкий)
Юлий Зигмунд Вюртемберг-Юлиусбург (нем. Julius Siegmund von Württemberg-Juliusburg; 18 августа 1653, Олесница — 15 октября 1684, Доброшице) — герцог Олесницкий (Эльс) (с братьями, 1664—1672) и герцог Олесницкий в Доброшице (Юлиусбурге) (1672—1684).

## Биография
Представитель Вюртембергского дома. Родился 18 августа 1653 года в Олесницком замке. Четвертый сын герцога Сильвия I Нимрода Вюртемберг-Эльса (1622—1664) и герцогини Эльжбеты Марии Олесницкой (1625—1686), дочери Карла Фридриха Подебрадовича, князя Олесницкого, и Анны Софии Саксен-Веймарской.
В 1664 году после смерти Сильвия Нимрода Вюртембергского Олесницкое княжество получили в совместное владение четверо его несовершеннолетних сыновей (Карл Фердинанд, Сильвий Фридрих, Христиан Ульрих  и Юлий Зигмунд). Регентами княжества стали его вдова Эльжбета Мария, а также князь Кристиан Бжегский и граф Август Легницкий.
Сыновья отправились в гранд-тур по Европе, во время которого в 1669 году в Нидерландах скончался старший из братьев, Карл Фердинанд.
В августе 1672 года Олесницкое княжество было разделено между тремя братьями: Сильвий Фридрих получил во владение Олесницу (Эльс), Христиан Ульрих — Берутув (Бернштадт), а младший брат Юлий Зигмунд — Мендзыбуж и Доброшице. Так как Юлий Зигмунд был еще несовершеннолетним, его мать Эльжбета Мария выступала в качестве регента, пока он не достиг совершеннолетия.
В 1673 году Эльжбета Мария Олесницкая сложила с себя полномочия регентши, а Юлий Зигмунд стал править самостоятельно. Он избрал деревню Dreske в качестве своей резиденции. В деревне он построил замок в стиле барокко. Юлий Зигмунд назвал в честь себя замок и деревню «Юлиусбург».
Герцог Юлий Зигмунд Вюртемберг-Юлиусбург был членом литературного общества «Плодоносное общество».
15 октября 1684 года 31-летний герцог Юлий Зигмунд Вюртемберг-Юлиусбург скончался в Доброшице. Ему наследовал его единственный выживший сын Карл.

## Семья
4 апреля 1677 года в Грабове Юлий Зигмунд Вюртемберг-Юлиусбург женился на принцессе Анне Софии Мекленбург-Шверинской (4 декабря 1647 — 23 августа 1726), младшей дочери Адольфа Фридриха I Мекленбург-Шверинского (1588—1658) и Марии Екатерины Брауншвейг-Данненбергской (1616—1665). У супругов было трое детей:
- Мария София (5 марта 1678 — 8 сентября 1678)
- Леопольд Фридрих (19 февраля 1680 — 5 апреля 1681)
- Карл (11 марта 1682 — 8 февраля 1745), герцог Берутувский (Бернштадт) (с 1704 года). Женат с 1703 года на принцессе Вильгельмине Луизе Саксен-Майнингенской (1686—1753).